# 7330 Анналеметр
7330 Анналеметр (1985 TD, 1994 GU8, 7330 Annelemaître) — астероїд головного поясу, відкритий 15 жовтня 1985 року.
Тіссеранів параметр щодо Юпітера — 3,401.